# Sotsprefectura

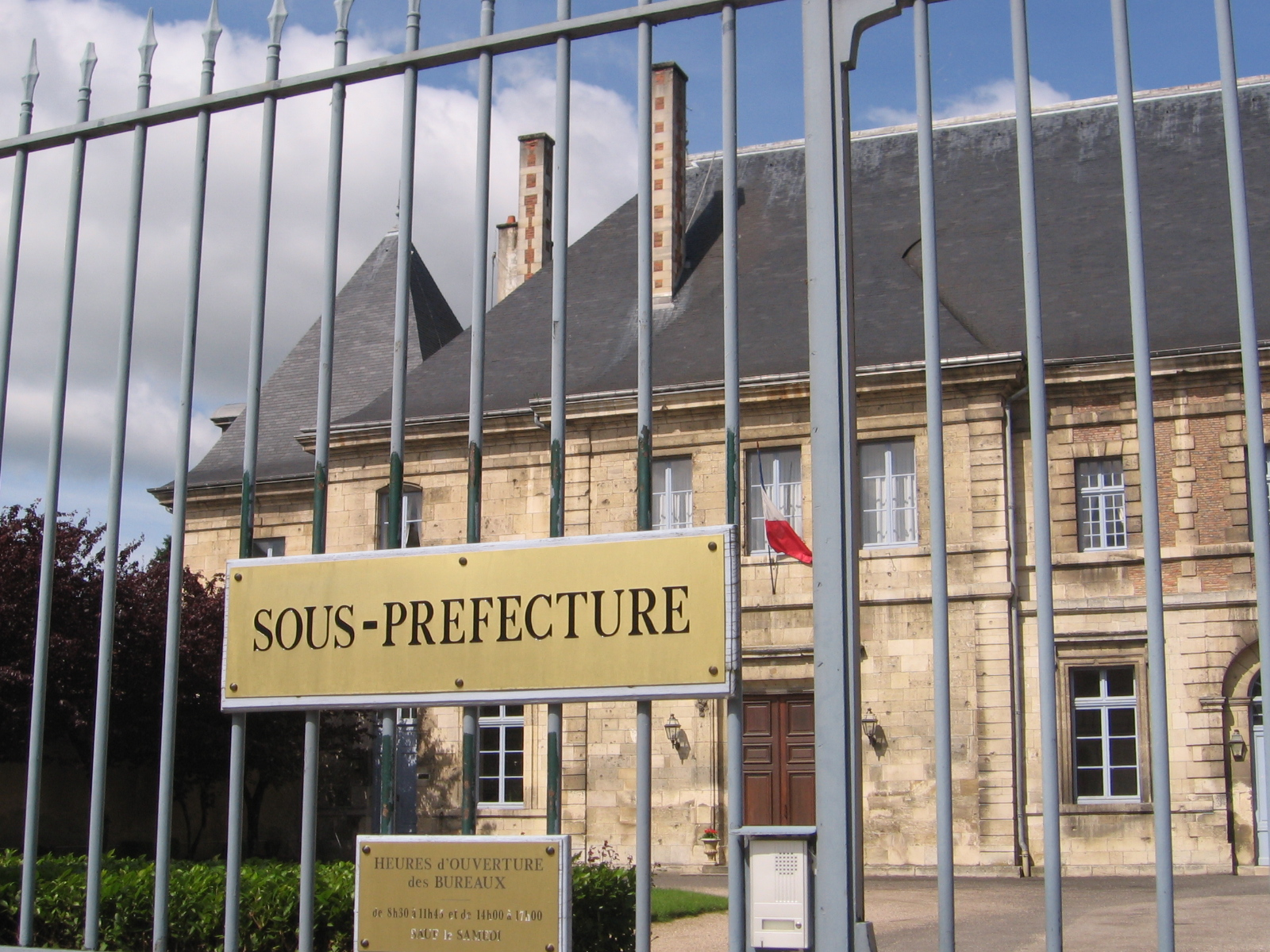
Sotsprefectura de Verdun

Les Sotsprefectures a França són el cap d'un districte i també l'immoble que és la seu d'aquest òrgan administratiu. El cap d'una sotsprefectura és un sotsprefecte, assistit d'un secretari general.

## Missions i atribucions d'un sotsprefecte
El sotsprefecte d'un districte és el delegat del prefecte en un districte, és qui assisteix el prefecte en la representació territorial de l'estat i està sota la seva atuoritat:
- Vetllar pel respecte de les lleis i reglaments i mantenir la seguretat i l'ordre públic i la protecció de la població.
- Coordina l'acció dels serveis de l'estat per la posada a punt d'obres i polítiques nacional i local, sobretot pel que fa a l'ordenació del territori i el desenvolupament municipal.
- Exerceix el control administratiu dels municipis.

El prefecte li pot encarregar també missions particulars, temporals o permanents, amb la possibilitat que treballi fora del districte i d'acord amb els altres prefectes i sotsprefectes. A més tenen altres atribucions que els confereixen els textos legislatius i reglaments diversos.

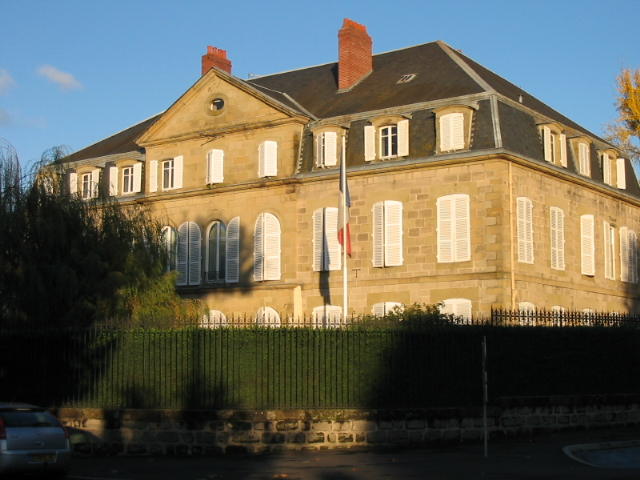
Sotsprefectura de Brive-la-Gaillarde

## Un esglaó local
Segons la carta de desconcentració, el districte francès és el quadre territorial de desenvolupament local, de l'acció administrativa de proximitat i el nivell privilegiat de relació amb els càrrecs electes locals. Si les missions dels sostsprefectes són dependents del prefectes, tenen una relació més propera amb els consells locals, amb una tasca de regulació de les tensions entre els municipis i l'estat.

## Característiques dels sotsprefectes
Com els prefets, els sotsprefectes són reclutats entre els administradors civils i els funcionaris, normalment assegurats a través de l'École nationale d'administration (ENA).
Des del 10 de maig de 1982 al 29 de febrer 1988, van tenir el títol de commissaire adjoint de la République (comissari adjunt de la República).
El districte que té per cap una prefectura, no té sotsprefectura. La funció de sotsprefecte el fa el secretari general de la prefectura.